# (7644) Cslewis
(7644) Cslewis es un asteroide perteneciente al cinturón de asteroides, región del sistema solar que se encuentra entre las órbitas de Marte y Júpiter.
Fue descubierto el 4 de noviembre de 1988 por Antonín Mrkos desde el Observatorio Kleť.

## Designación y nombre
Designado provisionalmente como 1988 VR5, fue nombrado por Clive Staples Lewis (1898-1963) quien fue un erudito y novelista británico, autor de la famosa novela de fantasía infantil Las crónicas de Narnia. En sus tres novelas de ciencia ficción, Trilogía cósmica, describió una lucha cósmica entre el bien y el mal en el sistema solar.

## Características orbitales
Cslewis está situado a una distancia media del Sol de 2,585 ua, pudiendo alejarse hasta 2,931 ua y acercarse hasta 2,239 ua. Su excentricidad es 0,134 y la inclinación orbital 13,829 grados. Emplea 1518,11 días en completar una órbita alrededor del Sol.
Pertenece a la familia de asteroides de (170) Maria.

## Características físicas
La magnitud absoluta de Cslewis es 13,70. Tiene 5,790 km de diámetro y su albedo se estima en 0,174.